# Resolució 1865 del Consell de Seguretat de les Nacions Unides
La Resolució 1865 del Consell de Seguretat de les Nacions Unides fou adoptada per unanimitat el 27 de gener de 2009. Després de recordar les resolucions 1739 (2007), 1765 (2007), 1795 (2008), 1826 (2008) i 1842 (2008) sobre la situació a Costa d'Ivori i la Resolució 1836 relativa a Libèria, el Consell va renovar el mandat de l'Operació de les Nacions Unides a Costa d'Ivori (UNOCI) fins al 31 de juliol de 2009 i les forces franceses que la recolzen, alhora que redueix la força de les missions a un batalló i avala l'adaptació de la postura i la configuració de la UNOCI.

## Detalls
El Consell de Seguretat de les Nacions Unides va aprovar un informe del Secretari General de les Nacions Unides en que, si bé la UNOCI havia creat una major estabilitat a Costa d'Ivori, el procés electoral fràgil i delicat requeria que la força de l'ONU romangués al país i completés la implementació dels objectius establerts per l'Acord de Ouagadougou de març de 2007, que implica el desarmament i la identificació de la població, per permetre eleccions lliures. Així, la resolució va ampliar el mandat de la UNCOI per sis mesos fins al 31 de juliol de 2009. La força es va veure reduïda a un batalló, la disminució del nombre de mantenidors de la pau de les Nacions Unides de 8.151 a 7.450, a més de posar els mantenidors de la pau en posicions menys concentrades, el nombre de tropes podrien desplegar-se ràpidament com a destacaments de reacció ràpida aerotransportats.
Encara que acull amb beneplàcit la signatura el 22 de desembre del quart Acord complementari de l'Acord polític de Ouagadougou de 2007, el Consell va prendre nota dels retards en la implementació d'aquest acord, instant a les parts a avançar per crear una seguretat entorn per pròximes eleccions; desarmament i desmantellament de milícies; l'acantonament i el desarmament, desmobilització i el programa de reintegració; unificació i reestructuració de les forces de defensa i seguretat; i la restauració de l'autoritat estatal a tot el país.